# Arthur Holland
Arthur Guillard Holland, né le 18 juillet 1922 à Birmingham, est un ancien arbitre anglais de football. Il fut arbitre FIFA dès août 1959.

## Carrière
Il a officié dans des compétitions majeures : 
- Coupe des clubs champions européens 1962-1963 (finale)
- Coupe d'Angleterre de football 1963-1964 (finale)
- Championnat d'Europe de football 1964 (finale)